# Vaughn Horton
George Vaughn Horton (* 5. Juni 1911 in Broad Top Mountain, Pennsylvania; † 29. Februar 1988 in New Port Richey, Florida) war ein US-amerikanischer Countrysänger und Songwriter.

## Biografie
Vaughn Morton wuchs mit 10 Geschwistern in der Kohleregion Broad Top im Huntingdon County von Pennsylvania als Sohn eines Bergarbeiters auf. Weil er nicht auch Minenarbeiter werden wollte, lernte er Gitarre und trat schon als Teenager zusammen mit seinem Bruder Roy in den Gasthäusern und Tanzlokalen der Gegend als Musiker auf. Später studierte er an der Penn State University und ging erst nach Philadelphia und dann 1935 nach New York, wo er auch im Radio auftrat.
Hauptsächlich war er aber als Gitarrist und Steelgitarrist bei Studioaufnahmen gefragt und arbeitete für Jimmie Davis, Elton Britt und andere. Schließlich wurde er selbst Musikproduzent und war für mehrere Labels als A&R-Manager tätig.
Bekannt wurde Horton aber vor allem als Songwriter. Jimmie Rodgers nahm 1931 seinen Mule Skinner Blues in einer überarbeiteten Version (als Blue Yodel #8) auf und schuf damit einen Countryklassiker. Es gibt zahlreiche Aufnahmen von bekannten Interpreten, am erfolgreichsten waren 1960 die Fendermen, die damit einen Top-5-Hit in den Popcharts hatten. Dolly Parton kam 10 Jahre später damit in die Countrycharts und erhielt dafür eine Grammy-Nominierung.
Weitere Hits, die er alleine oder mit anderen schrieb, waren Address Unknown (1939), Teardrops in My Heart (1947), Choo Choo Ch’Boogie (1949), Hillbilly Fever (1950), Sugar Foot Rag (1950) und Come What May (The Gypsy Song) (1952).
Daneben war er selbst noch als Musiker tätig. Seinen Song Toolie Oolie Doolie (The Yodel Polka) brachte er 1948 selbst mit Begleitband in die Charts. Die Melodie dazu stammt von dem Lied Nach em Räge schint Sunne des Schweizers Artur Beul. Außerdem spielte er weiterhin mit seinem Bruder Roy am Bass in einer Band namens The Pinetoppers. 1950 nahmen sie seinen Song Mockin’ Bird Hill auf und hatten damit einen Top-10-Hit in den Popcharts. Les Paul & Mary Ford sowie Patti Page kamen mit ihren Versionen im Jahr darauf jeweils auf Platz 2. 1964 brachten die Migil Five das Lied in die Top 10 der britischen Charts.
Bis in die 1970er Jahre hinein schrieb Vaughn Horton erfolgreich Songs, bevor er sich zurückzog. 1971 wurde er in die Nashville Songwriters Hall of Fame aufgenommen. Er starb 1988 in Florida im Alter von 76 Jahren.

## Songwriting (Auswahl)
Songs mit höheren Platzierungen in den US-Pop- oder Countrycharts oder in den britischen Charts:
- Adress Unknown (mit Denver Darling, Gene Autry)
  - 1939 ein Nummer-1-Hit für die Ink Spots
- Don’t Hang Around Me Anymore (mit Denver Darling, Gene Autry)
  - 1945 für Gene Autry Platz 4 der Countrycharts
- Choo Choo Ch’Boogie (mit Denver Darling, Milt Gabler)
  - 1946 der größte Hit für Louis Jordan, ein Millionenseller und 18 Wochen lang auf Platz 1 der R&B-Charts[3] sowie auf Platz 7 der Popcharts
  - weitere Versionen von Bill Haley & the Comets (1956), Quincy Jones (1959), Asleep at the Wheel (1975), B. B. King (1999)
- Teardrops in My Heart
  - 1947 für die Sons of the Pioneers Platz 4 der Countrycharts
  - 1957 für Teresa Brewer Platz 64 der Popcharts
  - 1961 für Joe Barry Platz 63 der Popcharts
  - 1976 für Rex Allen Jr. Platz 18 der Countrycharts
  - weitere Versionen von Ray Charles (1962), Hank Snow (1965)
- Toolie Oolie Doolie (The Yodel Polka) (mit Artur Beul)
  - 1948 für die Andrews Sisters Platz 3 der Popcharts
  - 1948 für Vaughn Horton and His Polka Debs Platz 11 der Popcharts
  - 1948 Pophits für die Sportsmen (Platz 11), Henri René and His Musette Orchestra (Platz 30), die Marlin Sisters (Platz 30)
- Till the End of the World
  - 1949 Countryhits für Ernest Tubb (Platz 4), Jimmy Wakely (Platz 9), Johnny Bond (Platz 12)
  - 1952 für Bing Crosby & Grady Martin and His Slew Foot Five Platz 10 der Country- und Platz 16 der Popcharts
- Barroom Polka
  - 1949 für Russ Morgan Platz 20 in den Popcharts
- Hillbilly Fever
  - 1950 für Little Jimmy Dickens Platz 3 der Countrycharts
  - 1950 für Ernest Tubb & Red Foley Platz 9 der Countrycharts (als Hillbilly Fever No. 2)
- Tamburitza Boogie (mit Vasil Crienica)
  - 1950 für Louis Jordan Platz 10 der R&B-Charts
- Sugarfoot Rag (mit Hank Garland)
  - 1950 für Red Foley Platz 4 der Country- und Platz 24 der Popcharts
  - 1979 für Jerry Reed Platz 12 der Countrycharts
  - weitere Versionen von Ella Fitzgerald (1950), Chet Atkins (1964), Jimmy Bryant (1967), Asleep at the Wheel (1988)
- Mockin’ Bird Hill
  - 1951 für Les Paul & Mary Ford Platz 2 der Pop- und Platz 7 der Countrycharts
  - 1951 für Patti Page Platz 2 der Popcharts
  - 1951 für die Pinetoppers (Gesang: The Beaver Valley Sweethearts) Platz 3 der Country- und Platz 10 der Popcharts
  - 1951 für Russ Morgan Platz 16 der Popcharts
  - 1964 für die Migil Five Platz 10 in Großbritannien
  - 1977 für Donna Fargo Platz 9 der Countrycharts
- Metro Polka (mit Willie Evans)
  - 1951 für Frankie Laine Platz 19 der Popcharts
- Come What May (The Gypsy Song)
  - 1952 für Patti Page Platz 9 der Popcharts
- The Honeymoon’s Over (mit Pat McCarthy, Sammy Mysels)
  - 1954 für Tennessee Ernie Ford & Betty Hutton Platz 16 der Popcharts
- Mule Skinner Blues (mit Jimmie Rodgers)
  - 1960 für die Fendermen Platz 5 in den USA und Platz 32 in Großbritannien
  - 1960 für Rusty Draper Platz 39 in Großbritannien
  - 1970 für Dolly Parton Platz 3 der Countrycharts
- The Lawrence Welk – Hee Haw Counter-Revolution Polka
  - 1972 für Roy Clark Platz 9 der Countrycharts